# تاریخ اخترشناسی

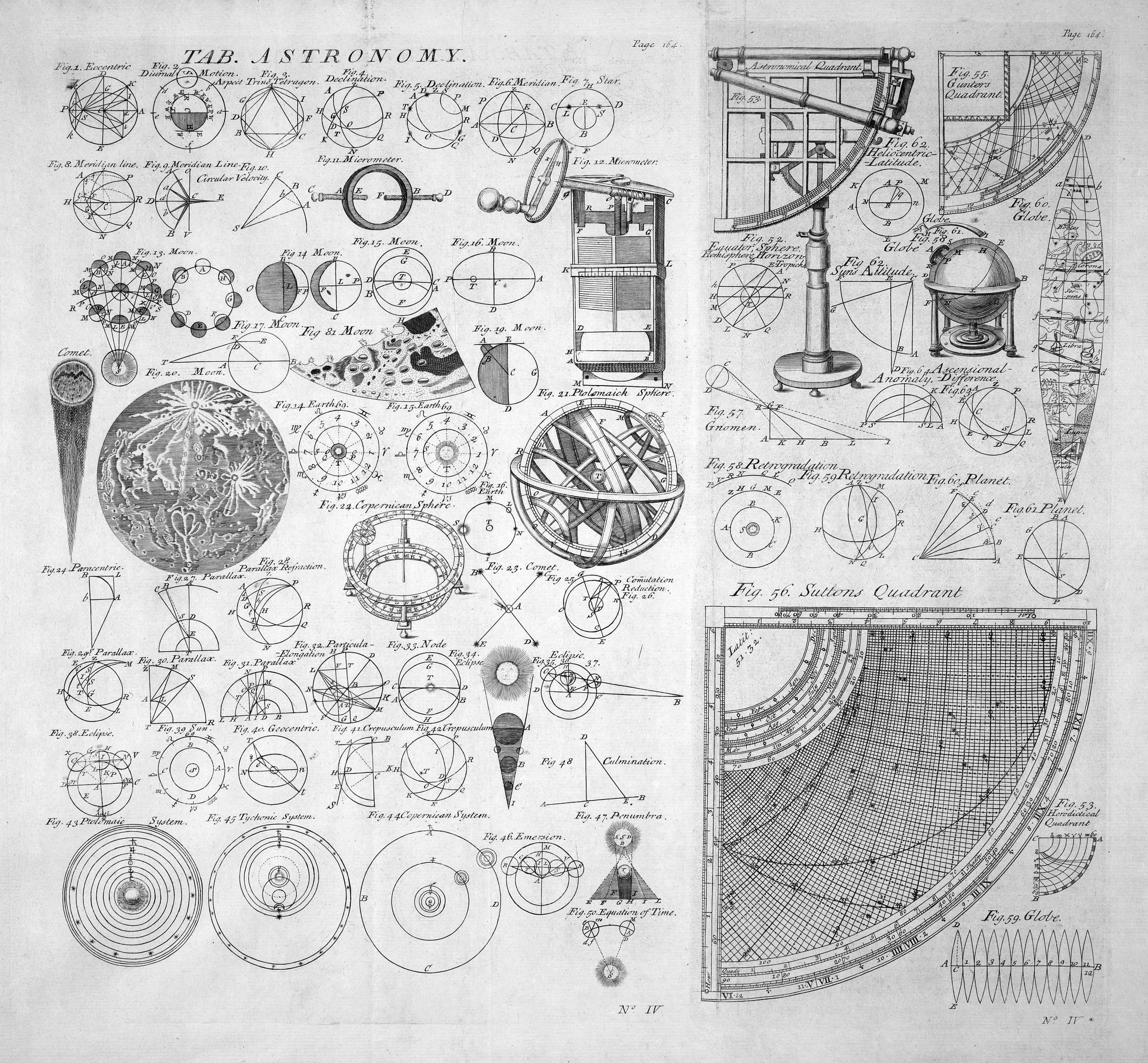
جدول نجوم

تاریخ اخترشناسی را می‌توان به سه دوره تقسیم کرد: دورهٔ زمین‌مرکزی، دورهٔ کهکشانی و دورهٔ کیهانی. آغاز دورهٔ اول در تاریخ باستان است و پایان آن در قرن شانزدهم. دورهٔ دوم از قرن هفدهم تا قرن نوزدهم طول کشید و دورهٔ سوم در قرن بیستم آغاز شد و هنوز ادامه دارد.

## دورهٔ زمین مرکزی
اخترشناسان نخستین باور داشتند که زمین باید در مرکز جهان باشد و فرض می‌کردند که خورشید، ماه و ستارگان به دور زمین ساکن می‌گردند. علاقهٔ آنان که به معنای امروزی کلمه چندان علمی نبود، به‌طور عمده معطوف بود به مسائل عملی، به رابطهٔ واقعی یا فرضی رویدادهای آسمانی با حوادث زمینی و به جستجوی آسمان به خاطر یافتن نشانه‌هایی از شگون و بدشگونی.
باوجود این کشف‌های برجسته‌ای در این دوران انجام پذیرفت. گاهشماری با دقت زیاد رشد کرد. دائرةالبروج - مسیر ظاهری خورشید از میان ستارگان - به دقت تمام تعریف شد. دورهٔ کامل کسوف و خسوف تعیین گردید و حتی در قرن دوم پیش از میلاد به حرکت محور زمین پی برده شد.
حدود ۳۰۰۰ سال پیش از میلاد، چرخهٔ ماه و دیگر اجرام آسمانی به‌خوبی شناخته شده بود. در حدود همین سال‌ها بود که مصریان از ظهور ستاره‌ها در آسمان، زمان سیلاب‌های نیل را پیش‌بینی می‌کردند. آن‌ها توانستند با رصد ستاره‌ها تقویمی دقیق و روشی برای زمان‌سنجی ابداع کنند. یونانیان به جای آن‌که با رصد آسمان از خواست خدایان سر درآورند، معتقد بودند که رمز و راز کائنات .کاینات درست نیست بگین کانات. را می‌توان شناخت، زیرا بر اساس قوانینی است که همه چیز بر پایهٔ آن‌ها بنا شده‌است. تالس، فیلسوف و دانشمند یونانی، روش‌هایی را پیش برد تا بتواند مدل‌های نظری برای توضیح ساختار جهان و پدیده‌های طبیعت ارائه کند. ارسطو زمین و انسان‌ها را در مرکز هستی قرار داد.
پایان دورهٔ زمین مرکزی در قرن شانزدهم با شخصیت بزرگ نیکولئوس کوپرنیکوس (۱۵۴۳–۱۴۷۳) پیوندی نزدیک دارد.

## دورهٔ کهکشانی
می‌توان گفت که نجوم جدید با این دوره آغاز می‌شود. منجمین بزرگی که در قرن هفدهم به تحقیق می‌پرداختند، مثل گالیله و کپلر نشان دادند که زمین، نه تنها مرکز جهان نیست، بلکه فقط یکی از سیاراتی است که به دور خورشید مرکزی می‌گردد. معلوم شد که زمین، که به هیچ روی منحصربه‌فرد نیست، سیاره‌ای کاملاً معمولی است که به طرزی معمولی، حرکاتی معمولی دارد. البته معمولاً گمان می‌شود که کوپرنیک مرکزیت خورشید را در قرن شانزدهم اثبات کرد؛ ولی واقعیت این است که مدل نجومی کوپرنیک تنها یک بدیل در کنار مدل زمین مرکزی بطلمیوس بود و نمی‌توانست خورشید مرکزی را ثابت کند. رصدهایی که در قرن بعد گالیله انجام داد نشان می‌داد که سیاره ناهید به دور خورشید می‌گردد. کپلر نشان داد که اگر مدار سیارات را در بیضیهایی بدور خورشید در نظر بگیریم مدل دقیقتری از موقعیت سیارات خواهیم داشت. در قرن بعد، فیزیک نیوتنی به‌طور قطع نشان داد که جرم سنگین تر باید در مرکز باشد و اجرام سبکتر به دور آن بگردند.

## دورهٔ کیهانی
در این دوره آشکار شد که کهکشانی که ستاره‌هایی مثل خورشید به آن تعلق دارد فقط یکی از کهکشان‌های بسیاری است که برخی بزرگتر از کهکشان ما و بعضی کوچک ترند. بخشی از تحقیقات نجومی یک قرن اخیر به این کوشش اختصاص داشته‌است که تصویری «کامل» از جهان به دست آوریم. تلسکوپ‌های نوری بزرگتر و نیز تلسکوپ‌های رادیویی عظیم برای کمک به این تحقیقات ساخته شده‌اند.
فیزیکدانی که در ذهن عامهٔ مردم بیش از همه با این دوره ارتباط داده می‌شود، آلبرت اینشتین است. کیهان‌شناسی و اختر فیزیک سخت به نظریهٔ نسبیت او متکی اند.
در این دورهٔ نجومی است که ما زندگی می‌کنیم و تا پایان ان راه درازی در پیش است..